# Catherine Ashton
Catherine Margaret Ashton, barunica od Uphollanda (Upholland, UK, 20. ožujka 1956.), britanska laburistička političarka. Trenutačno obnaša dužnost visoke predstavnice EU za vanjske poslove i sigurnosnu politiku te potpredsjednice Europske komisije. 